# ويلي كيمب
ويلي كيمب (بالفرنسية: Willy Kemp)‏ ولد بتاريخ 28 ديسمبر 1925، هو دراج سابق في صنف سباق الدراجات على الطريق.

## سجل النتائج

### سباقات أو مراحل فاز بها
- طواف فرنسا

## روابط خارجية
- الموقع الرسمي
- ويلي كيمب على موقع أرشيف الدراجات (الإنجليزية)
- ويلي كيمب على موقع إحصائيات الدراجات الإحترافية (الإنجليزية)